# Interessengemeinschaft Freie Theaterarbeit
Die Interessengemeinschaft Freie Theaterarbeit (IGFT) ist eine Interessenvertretung von Künstlern und Kulturarbeitern der Freien Darstellenden Szene in Österreich mit Sitz in Wien. Sie hat rund 2.000 Mitglieder aus sämtlichen Sparten der Darstellenden Kunst, ist Mitbegründerin des europäischen Dachverbandes European Association of Independent Performing Arts (EAIPA), Mitglied des Kulturrates Österreich und verfügt über Sprecher in den einzelnen Bundesländern. Die IG Freie Theaterarbeit wurde 1988 als gemeinnütziger Verein gegründet.

## Der Verein

### Gründung
Bis in die 1980er-Jahre war die Freie Darstellende Szene in Wien und besonders in den übrigen österreichischen Bundesländern nicht organisiert und nur wenig vernetzt. Die Situation der Künstler und Kulturarbeiter in der Freien Szene war äußerst prekär und jede Person musste sich das Wissen um Förderungen, Spielstätten, Proberäume usw. selbst mühsam erarbeiten. Die Gewerkschaft der Gemeindebediensteten, Kunst, Medien, Sport und freie Berufe (heute: younion), die hier eigentlich unterstützen hätte können, stellt sich bis heute auf den Standpunkt, dass sie ausschließlich für angestellte Künstler zuständig sei. Schon 1981 versuchte man eine Gründung des „Arbeitskreis Freie Theatergruppen“, dann der „IG Freie Gruppen“ (1985) und der „Konfliktkommission Theater“ (1987). Alle drei Vorgängerorganisationen der heutigen IG Freie Theaterarbeit setzten sich bereits für die förderpolitische Etablierung der professionellen freien Darstellenden Kunst und für Verteilungsgerechtigkeit ein. Die Gründung des gemeinnützigen Vereins IG Freie Theaterarbeit als erste kontinuierlich arbeitende, gemeinsame kulturpolitische Vertretung erfolgte schließlich am 23. August 1988. Bereits 1989 ersuchte die IG Freie Theaterarbeit das Bundesministerium für Unterricht, Kunst und Sport (heute BMKÖS), Robert Harauer mit einer wissenschaftlichen Untersuchung und Dokumentation der sozialen Situation der freien Theaterschaffenden in Österreich zu beauftragen. Die wenig überraschenden problematischen Ergebnisse, welche bis heute den Ausgangspunkt die Arbeit der IG Freie Theaterarbeit darstellen, lagen noch im Jahre 1989 vor. Um die Einbeziehung der Freien Szenen der Bundesländer zu unterstützen, gibt es seit 1994 Bundeslandsprecher außerhalb des Wiener Büros.

### Zielsetzung
Die IG Freie Theaterarbeit bemüht sich um eine größtmögliche Sichtbarkeit der Künstler und Kulturarbeiter, ihrer Arbeitsweisen und Produktionsbedingungen. Hierzu etabliert sie einen kontinuierlichen Dialog mit den politischen Vertretern auf lokaler, regionaler und nationaler Ebene sowie der Fachöffentlichkeit, um die Arbeitsbedingungen in der Szene nachhaltig zu verbessern und zu entprekarisieren. Die IG Freie Theaterarbeit setzt sich dafür ein, dass künstlerische Arbeit unter sozialer, materieller und rechtlicher Sicherheit stattfinden kann. Dafür vertritt sie die vier Grundsätze: Respekt & Wertschätzung, Vielfalt, Nachhaltigkeit und Transparenz. Die IG Freie Theaterarbeit erhebt Zahlen, Daten und Fakten zum Sektor, um hieraus soziale und politische Forderungen zu formulieren. Darüber hinaus setzt sie sich konsequent für korrekte Beschäftigungsverhältnisse und ökologisch sowie sozial nachhaltiges Arbeiten ein.
Den in Österreich arbeitenden Künstlern bietet sie wichtige Informationen und Beratungsleistungen und begleitet sie bei ihrer professionellen Karriere.

### Vertretene Interessen
Die IG Freie Theaterarbeit widmet sich vor allem den gemeinsamen und übergeordneten Interessen ihrer Vereinsmitglieder und vertritt diese gegebenenfalls gegenüber der Politik und in der Öffentlichkeit. Diese umfassen vor allem: 
- Ökonomische Besserstellung aller an der Freien Theaterarbeit Beteiligten
- Schaffung berufspraktikabler Sozialversicherungsstrukturen
- Durchsetzung demokratischer, transparenter und legistisch geregelter Entscheidungsverfahren bei Fördermitteln und Bestellung leitender Personen
- Herstellung eine der Freien Szene entsprechenden Infrastruktur
- Verstärkte Sichtbarmachung
- Solidarität und Vernetzung bilden, stärken und bündeln
- Kostengünstige freiwillige Fort- und Weiterbildungen
- Müheloser Zugang zu Informationen[12]

### Mitgliedschaft
Ihren Mitgliedern bietet die IG Freie Theaterarbeit eine Reihe von kostenlosen Serviceleistungen. Darunter: Beratungen, Ermäßigungen, Informationsveranstaltungen, Workshops, Vertragsvorlagen und eine kleine Bibliothek. Pro Jahr finden in etwa 1.400 persönliche Beratungen und zwischen 50 und 60 Online-Infoveranstaltungen statt.

## Medien

### Publikationen
Die vier Mal im Jahr erscheinende gift - zeitschrift für freie theaterarbeit, tanz, performance und zirkus widmet sich Diskursen der darstellenden Kunst, kulturpolitischen Themen und Debatten und berichtet über Veranstaltungen, Festivals (nicht nur) im freien Theaterbereich sowie über vereinsinterne Neuigkeiten der IG Freie Theaterarbeit und versteht sich auch als offenes Diskussionsforum für Theater-, Tanz-, Performance- und Zirkusschaffende. Während die jeweils aktuelle Ausgabe der Zeitschrift nur an Mitglieder verschickt wird, können alle vergangenen Ausgaben ab 2006 digital auf der Website der IG Freie Theaterarbeit abgerufen werden. Neben ihrer Zeitschrift veröffentlicht die IG Freie Theaterarbeit immer wieder anlassbezogene Publikationen zu aktuellen Themen für ihre Zielgruppen.

### Onlineauftritt
Seit 2000 verfügt die IG Freie Theaterarbeit über eine Website, die hilfreiche Informationen für Künstler und Kulturarbeiter der Freien Szene anbietet.
Auch der Aufbau des E-Mail-Newsletters sowie der ersten Social-Media-Plattformen fällt in diese Zeit. Ersterer informiert allwöchentlich am Donnerstag über News der IGFT, Kulturpolitik, aktuelle Ausschreibungen, Jobangebote, Workshops, Festivals und Veranstaltungen im darstellenden Bereich. Anlassbezogen formuliert die IG Freie Theaterarbeit außerdem Pressemeldungen, Offene Briefe und Kommentare zu (kultur)politischen Themen.

## Initiativen und Projekte
1991 wurde der Sozialfonds IG Netz gegründet, der wirtschaftlich schwächere Dienstgeber bei der Zahlung von Sozialversicherungsbeiträgen unterstützt, sodass auch diese Künstler in Anstellung nehmen und dadurch sozial absichern können. Der sich seit 2018 stetig erweiternde Europäische Dachverband der Freien Darstellenden Künste (EAIPA) setzt sich für eine Verbesserung der Rahmenbedingungen und der öffentlichen Wahrnehmung auf europäischer Ebene ein. Mit den Honoraruntergrenzenempfehlungen (HUG) wurden 2020 erstmals unverbindliche Empfehlungen für die Bezahlung von künstlerischem Personal im Bereich der darstellenden Kunst, die aus öffentlichen Mitteln der Stadt Wien gefördert wird, veröffentlicht. Seit 2021 besteht mit proberäume.at eine interaktive Plattform zur Vernetzung von Künstlern und Vermietern von Proberäumen in Österreich. Während der 2022 erstmals veröffentlichte Fairness Codex mit seinen vier Grundwerten Verhaltensrichtlinien für verbesserte Zusammenarbeit aufstellt, beinhaltet der 2023 erschienene Fairness Katalog konkrete Vorschläge zu deren Umsetzung. Das Förderprogramm ACT OUT unterstützt freischaffende darstellende Künstler und Theatergruppen bei Touren und Residenzen im Ausland. Seit 2024 gibt es außerdem eine neue Version von zirkusinfo.at, einer informierenden und vernetzenden Plattform, die Artisten und Zirkus-Kompanien sowie zirkusnahen Gruppierungen die Möglichkeit bietet, auf ihre Arbeit aufmerksam zu machen.

## Weitere Initiativen
Aus der Arbeitsgruppe der IG Freie Theaterarbeit „Kindertanzhaus“ (1990) entstand 2004 das Theaterhaus für junges Publikum „Dschungel“ und aus der Arbeitsgruppe „Tanzhaus“ (1993) 2001 das Tanzquartier Wien. Als kulturpolitische Errungenschaften der IG Freie Theaterarbeit gelten darüber hinaus die „Fair-Pay-Initiative“ des Bundes und der Bundesländer seit 2022 sowie die Verbesserungen im Künstler-Sozialversicherungsfonds (KSVF), der Künstler vor allem bei der Bezahlung ihrer Sozialversicherungsbeiträge finanziell unterstützt.